# Uniontown (Washington)
Uniontown é uma cidade  localizada no estado norte-americano de Washington, no Condado de Whitman.

## Demografia
Segundo o censo norte-americano de 2000, a sua população era de 345 habitantes.
Em 2006, foi estimada uma população de 313, um decréscimo de 32 (-9.3%).

## Geografia
De acordo com o United States Census Bureau tem uma área de
2,4 km², dos quais 2,4 km² cobertos por terra e 0,0 km² cobertos por água. Uniontown localiza-se a aproximadamente 787 m acima do nível do mar.

## Localidades na vizinhança
O diagrama seguinte representa as localidades num raio de 20 km ao redor de Uniontown.